# Samsung Galaxy S6
Samsung Galaxy S6 este un smartphone produs de către Samsung Electronics, ce are la bază un sistem de operare de tip Android v5.0.2 (Lollipop), fiind succesorul lui Samsung Galaxy S5. Acest model a fost lansat oficial la data de 1 martie 2015, la Barcelona, în Spania, urmând a fi comercializat în magazine începând cu luna aprilie a aceluiași an. 
Noua apariție de la Samsung a fost lansată în acelasi timp cu Samsung S6 Edge și Samsung Galaxy S6 Edge+, care este similar ca specificații, singurele diferențe notabile fiind cele vizibile la exterior, Samsung S6 Edge având ecranul curbat pe ambele părți.